# AACTA alla miglior attrice
L'AACTA alla miglior attrice (AACTA Award for Best Actress in a Leading Role) è un premio cinematografico che viene assegnato annualmente all'attrice in un film di produzione australiana votata come migliore dall'Australian Academy of Cinema and Television Arts.
Assegnato dal 1971 al 1975 come premio speciale, e dal 1976 come premio regolare, è stato consegnato dall'Australian Film Institute fino al 2010 con il nome di AFI alla miglior attrice.
Judy Davis è sia l'attrice più premiata che quella maggiormente candidata al premio, con cinque vittorie e otto candidature dal 1979 fino al 2011.

## Vincitori e candidati

### Anni 1970
- 1971
  - Monica Maughan - A City's Child
- 1972
  - Jacki Weaver - Stork
- 1973
  - Judy Morris - The Child, episodio di Libido
- 1975
  - Julie Dawson - Who Killed Jenny Langby?
- 1976
  - Helen Morse - Caddie
  - Briony Behets - The Trespassers
  - Helen Morse - Picnic ad Hanging Rock (Picnic at Hanging Rock)
  - Judy Morris - The Trespassers
- 1977
  - Pat Bishop - Don's Party
  - Jeanie Drynan - Don's Party
  - Sara Kestelman - Al primo chiarore dell'alba (Break of Day)
  - Robyn Nevin - Il quarto desiderio (The Fourth Wish)
- 1978
  - Angela Punch McGregor - The Chant of Jimmie Blacksmith
  - Geraldine Fitzgerald - The Mango Tree
  - Wendy Hughes - Newsfront
  - Kim Krejus - Mouth to Mouth
- 1979
  - Michele Fawdon - Cathy's Child
  - Ruth Cracknell - The Night, the Prowler
  - Judy Davis - La mia brillante carriera (My Brillant Career)
  - Sigrid Thornton - Snapshot

### Anni 1980
- 1980
  - Tracy Mann - Hard Knocks
  - Carmen Duncan - Harlequin
  - Judy Morris - ...Maybe This Time
  - Mawuyul Yanthalawuy - Manganinnie
- 1981
  - Judy Davis- Winter of Our Dreams
  - Jenny Agutter - Survivor aereo maledetto (Survivor)
  - Lorraine Bayly - Fatty Finn
  - Noni Hazlehurst - Fatty Finn
- 1982
  - Noni Hazlehurst - Monkey Grip
  - Wendy Hughes - Cuori solitari (Lonely Hearts)
  - Carol Kane - Norman Loves Rose
  - Angela Punch McGregor - We of the Never Never
- 1983
  - Wendy Hughes - Careful, He Might Hear You
  - Lorna Lesley - The Settlement
  - Kris McQuade - Buddies
  - Geneviève Picot - Undercover
- 1984
  - Angela Punch McGregor - Annie's Coming Out
  - Carol Burns - Strikebound
  - Gosia Dobrowolska - Silver City
  - Wendy Hughes - My First Wife
- 1985
  - Noni Hazlehurst- Fran
  - Debra Byrne - Rebel Matt, soldato ribelle (Rebel)
  - Lynette Curran - Bliss
  - Michele Fawdon - Unfinished Business
- 1986
  - Judy Davis - Kangaroo
  - Helen Buday - For Love Alone
  - Judy Morris - The More Things Change...
  - Justine Saunders - The Fringe Dwellers
- 1987
  - Judy Davis - High Tide
  - Julia Blake - Agente sì... ma di commercio! (Travelling North)
  - Loene Carmen - The Year My Voice Broke
  - Wendy Hughes - Le ombre del pavone (Echoes of Paradise)
- 1988
  - Nadine Garder - Mull
  - Wendy Hughes - Boundaries of the Heart
  - Rosey Jones - Afraid to Dance
  - Jo Kennedy - Tender Hooks
- 1989
  - Meryl Streep - Un grido nella notte (Evil Angels)
  - Judy Davis - La misteriosa morte di Georgia White (Georgia)
  - Geneviève Lemon - Sweetie
  - Irini Pappas - Island

### Anni 1990
- 1990
  - Catherine McClements - Pazzi per Kate (Weekend with Kate)
  - Kerry Armstrong - La caccia (Hunting)
  - Rosanna Arquette - Wendy Cracked a Walnut
  - Claudia Karvan - Cuccata per il week-end (The Big Steal)
- 1991
  - Sheila Florance - Racconto di donna (A Woman's Tale)
  - Eri Ishida - Aya
  - Angie Milliken - Act of Necessity
  - Geneviève Picot - Istantanee (Proof)
- 1992
  - Lisa Harrow - Ultimi giorni da noi (The Last Days of Chez Nous)
  - Claudia Karvan - Redheads
  - Tara Morice - Ballroom - Gara di ballo (Strictly Ballroom)
  - Miranda Otto - L'adorable svampita (The Girl Who Came Late)
- 1993
  - Holly Hunter - Lezioni di piano (The Piano)
  - Claudia Karvan - Broken Highway
  - Fiona Ruttelle - Say a Little Prayer
  - Jacqueline McKenzie - This Won't Hurt A Bit!
- 1994
  - Toni Collette - Le nozze di Muriel (Muriel's Wedding)
  - Tara Fitzgerald - Sirene (Sirens)
  - Kerry Fox - Vita di campagna (Country Life)
  - Victoria Longley - Talk
- 1995
  - Jacqueline McKenzie - Angel Baby
  - Caroline Gillmer - Hotel Sorrento
  - Caroline Goodall - Hotel Sorrento
  - Lisa Harrow - Quell'occhio, il cielo (That Eye, the Sky)
- 1996
  - Judy Davis - Figli della rivoluzione (Children of the Revolution)
  - Gia Carides - Bugie geniali (Brilliant Lies)
  - Claudia Karvan - Nella sua pelle (Dating the Enemy)
  - Frances O'Connor - Amore e altre catastrofi (Love and Other Catastrophes)
- 1997
  - Pamela Rabe - Il pozzo (The Well)
  - Frances O'Connor - Kiss or Kill
  - Frances O'Connor - Thank God He Met Lizzie
  - Miranda Otto - Il pozzo (The Well)
- 1998
  - Deborah Mailman - Radiance
  - Cate Blanchett - Oscar e Lucinda (Oscar and Lucinda)
  - Lynette Curran - The Boys
  - Rachel Griffiths - Amy
- 1999
  -  Sacha Horler - Praise
  - Jeanie Drynan - Soft Fruit
  - Michela Noonan - Strani attacchi di passione (Strange Fits of Passion)
  - Maya Stange - In a Savage Land

### Anni 2000
- 2000
  - Pia Miranda - Terza generazione (Looking for Alibrandi)
  - Julia Blake - Innocence
  - Rachel Griffiths - Nei panni dell'altra (Me Myself I)
  - Susie Porter - Better Than Sex
- 2001
  - Kerry Armstrong - Lantana
  - Alice Ansara - La spagnola
  - Nicole Kidman - Moulin Rouge!
  - Lola Marceli - La spagnola
- 2002
  - Maria Theodorakis - Walking on Water
  - Judy Davis - Una bracciata per la vittoria (Swimming Upstream)
  - Rachel Griffiths - The Hard Word
  - Dannielle Hall - Beneath Clouds
- 2003
  - Toni Collette - Japanese Story
  - Helen Buday - Alexandra's Project
  - Rose Byrne - The Rage in Placid Lake
  - Susie Porter - Teesh and Trude
- 2004
  - Abbie Cornish - Somersault
  - Chloe Maxwell - Under the Radar
  - Olivia Pigeot - A Cold Summer
  - Leeanna Walsman - One Perfect Day
- 2005
  - Cate Blanchett - Little Fish
  - Saskia Burmeister - Hating Alison Ashley
  - Justine Clarke - Look Both Ways - Amori e disastri (Look Both Ways)
  - Frances O'Connor - Three Dollars
- 2006
  - Emily Barclay - Suburban Mayhem
  - Abbie Cornish - Paradiso + Inferno (Candy)
  - Laura Linney - Jindabyne
  - Teresa Palmer - 2:37
- 2007
  - Joan Chen - The Home Song Stories
  - Kerry Armstrong - Razzle Dazzle: A Journey into Dance
  - Brenda Blethyn - Il matrimonio è un affare di famiglia (Clubland)
  - Franka Potente - Meno male che c'è papà - My Father (Romulus, My Father)
- 2008
  - Monic Hendrickx - Unfinished Sky
  - Noni Hazlehurst - Bitter & Twisted
  - Emma Lung - The Jammed
  - Veronica Sywak - The Jammed
- 2009
  - Frances O'Connor - Blessed
  - Marissa Gibson - Samson and Delilah
  - Sacha Horler - My Year Without Sex
  - Sophie Lowe - Beautiful Kate

### Anni 2010
- 2010
  - Jacki Weaver - Animal Kingdom
  - Abbie Cornish - Bright Star
  - Morgana Davies - L'albero (The Tree)
  - Charlotte Gainsbourg - L'albero (The Tree)
- 2012
  - Judy Davis - The Eye of the Storm
  - Frances O'Connor - The Hunter
  - Charlotte Rampling - The Eye of the Storm
  - Emily Watson - Oranges and Sunshine
- 2013
  - Deborah Mailman - The Sapphires
  - Toni Collette - Mental
  - Felicity Price - Wish You Were Here
  - Sarah Snook - Not Suitable for Children
- 2014
  - Rose Byrne - The Turning
  - Carey Mulligan -  Il grande Gatsby (The Great Gatsby)
  - Tasma Walton - Mystery Road
  - Naomi Watts - Two Mothers (Adoration)
- 2015/I
  - Sarah Snook - Predestination
  - Kate Box - The Little Death
  - Essie Davis - Babadook (The Babadook)
  - Mia Wasikowska - Tracks - Attraverso il deserto (Tracks)
- 2015/II
  - Kate Winslet - The Dressmaker - Il diavolo è tornato (The Dressmaker)
  - Robyn Butler - Now Add Honey
  - Ningali Lawford-Wolf - Last Cab to Darwin
  - Charlize Theron - Mad Max: Fury Road
- 2016
  - Odessa Young - The Daughter
  - Maeve Dermody - Pawno
  - Maggie Naouri - Joe Cinque's Consolation
  - Teresa Palmer - La battaglia di Hacksaw Ridge (Hacksaw Ridge)
- 2017
  - Emma Booth - Hounds of Love
  - Teresa Palmer - Berlin Syndrome - In ostaggio (Berlin Syndrome)
  - Helana Sawires - Il matrimonio di Ali (Ali's Wedding)
  - Sarah West - Don't Tell
- 2018
  - Angourie Rice - Ladies in Black
  - Abbey Lee - 1%
  - Rooney Mara - Maria Maddalena (Mary Magdalene)
  - Kate Mulvany - The Merger
  - Julia Ormond - Ladies in Black